# Anna Detter
 Anna Detter, née le 12 novembre 1986 à Malmö, est une joueuse de squash représentant la Suède. Elle atteint en mars 2009 la 118e place mondiale sur le circuit international, son meilleur classement. Elle est championne de Suède en 2005.

## Biographie
Son frère Gustav Detter est également joueur de squash et champion de Suède en 2011. 

## Palmarès

### Titres
- Championnats de Suède : 2005